# Sainte-Osmane
Sainte-Osmane ist eine Commune déléguée in der französischen Gemeinde Val d’Étangson mit 182 Einwohnern (Stand: 1. Januar 2022) im Département Sarthe in der Region Pays de la Loire. 
Die Gemeinde Sainte-Osmane wurde am 1. Januar 2019 mit Évaillé zur Commune nouvelle Val d’Étangson zusammengeschlossen. Sie hat seither den Status einer Commune déléguée. Die Gemeinde Sainte-Osmane gehörte zum Kanton Saint-Calais und zum Arrondissement Mamers. 
Nachbargemeinden waren Tresson im Nordwesten, Évaillé im Nordosten, Vancé und Cogners im Südosten, Ruillé-sur-Loir und Saint-Georges-de-la-Couée im Süden und Montreuil-le-Henri im Südwesten.

## Bevölkerungsentwicklung
| Jahr      | 1962 | 1968 | 1975 | 1982 | 1990 | 1999 | 2008 | 2015 |
| --------- | ---- | ---- | ---- | ---- | ---- | ---- | ---- | ---- |
| Einwohner | 340  | 324  | 226  | 188  | 139  | 154  | 192  | 181  |